# Пэк, Денис
Сэр Денис Пэк (англ. Denis Pack; 1772 или 7 октября 1775, Килкенни — 24 июля 1823, Лондон) — британский военачальник эпохи наполеоновских войн, генерал-майор (1813).

## Происхождение
Родился в 1772 году в Килкенни, Ирландия, в семье преподобного Томаса Пэка, настоятеля собора Святого Каниса.
В ходе Войны первой коалиции, Пэк участвовал в боевых действиях британских войск во Фландрии. В дальнейшем участвовал в Киберонской экспедиции (1795) и в подавлении восстания 1798 года в Ирландии.
В 1806 году Пэк участвовал в захвате англичанами франко-голландской Капской колонии в должности командира 71-го пехотного полка.

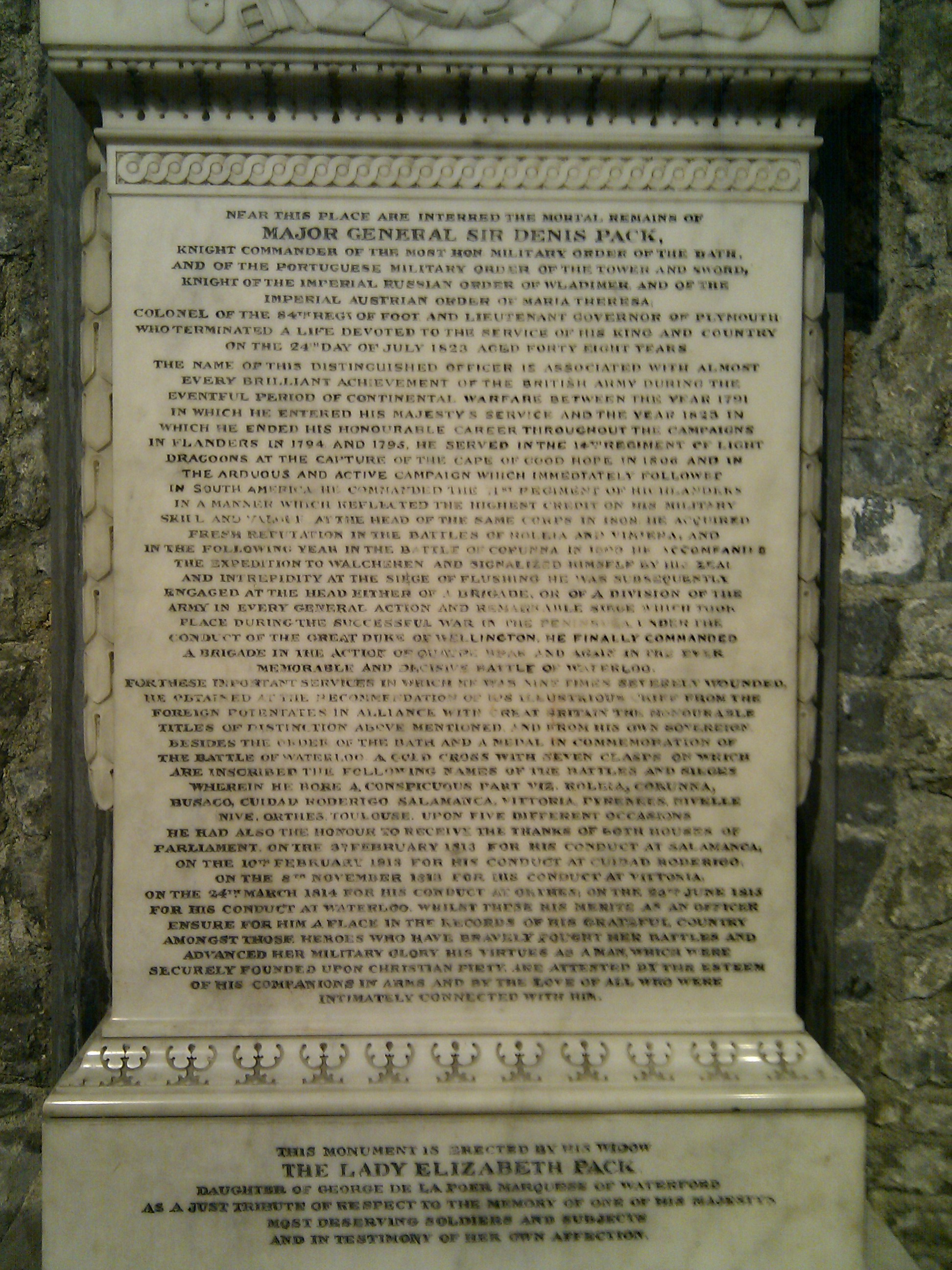
Гробница генерал-майора сэра Дениса Пэка, собора Святого Каниса, Килкенни.

Во время первого английского вторжения в Буэнос-Айрес в июне того же года, 71-й пехотный полк, который командовал Пэк, входил в состав экспедиционных сил генерала Уильяма Бересфорда. Полк Пэка составлял более половины численности британских войск, во главе которых Бересфорд поначалу без особого сопротивления занял Буэнос-Айрес.
Однако, затем, во вторую неделю августа 1806 года, аргентинский патриот Сантьяго де Линьерс отвоевал Буэнос-Айрес и нанёс поражение англичанам, что стало одним из важнейших событий аргентинской истории. Солдаты и офицеры британских экспедиционных сил попали в плен и были интернированы в различных населённых пунктах вице-королевства Рио-де-ла-Плата (современная Аргентина).
Генерал Бересфорд вместе с полковником Пэком в плену содержались в городе Лухане. Позже они оба бежали в Монтевидео (современный Уругвай), где Пэк присоединился к подразделению генерала Роберта Кроуфорда, чтобы участвовать во втором вторжении в Буэнос-Айрес, несмотря на то, что ранее дал в плену клятву никогда не поднимать оружие против Испании, которой в то время Буэнос-Айрес и принадлежал.
Во время второй битвы за Буэнос-Айрес, Пэк со своими людьми занял церковь Санто-Доминго, где обнаружил ранее отбитый испанцами флаг своего полка. Однако, второе британское вторжение в итоге закончилось также, как и первое. Пэк со своими людьми был окружён аргентинскими патриотами и сдался в плен. После этого аргентинцы планировали казнить Пэка за совершённое им клятвопреступление, но за него заступились доминиканские монахи, монашескому ордену которых принадлежала занятая англичанами церковь. По просьбе монахов, проявивших милосердие, Пэк был доставлен к британскому командующему генералу Джону Уайтлоку, после того, как тот признал поражение и согласился со своими войсками покинуть страну.
В 1809 году Пэк участвовал в Голландской экспедиции, которая окончилась также плохо, как две предшествующих экспедиции в Аргентину, разве что в плен Пэк на этот раз не попал.
Чёрная полоса в жизни Пэка закончилась, когда он отправился на Пиренейский полуостров. В ходе Пиренейской войны он принял участие в битвах при Ролисе, при Вимейру, при Ла-Корунья, при Бусаку, при Сьюдад-Родриго, при Саламанке, при Витории, при Пиренеях, при Нивеле, при Ниве, приОртезе и, наконец, при Тулузе. 
В ходе этой войны полковник Пэк уже в 1810 году получил под своё командование бригаду, а в 1813 году был произведен в генерал-майоры. На его Золотой пиренейской медали было семь металлических накладок.
В 1815 году Пэк командовал 9-й бригадой 5-й дивизии сэра Томаса Пиктона в ходе битве при Ватерлоо, где неоднократно отличился. В том же году он стал командором ордена Бани. 
В 1819 году генерал-майор Пэк стал лейтенант-губернатором Плимута и командующим Западным военным округом.
Пэк скончался в 1823 году и был похоронен в собора Святого Каниса в родном Килкенни, где настоятелем служил его отец.